# Angelina Danilova
Angelina Sergeyevna Danilova (Tiếng Nga: Ангелина Сергейевна Данилова, Tiếng Hàn: 안젤리나 다닐로바) là một ca sĩ, người mẫu, diễn viên và nhân vật truyền hình người Nga trực thuộc The Prizm Entertainment.

## Nghề nghiệp
Angelina lần đầu tiên đến Hàn Quốc vào tháng 6 hoặc tháng 7 năm 2016 để quay và sản xuất sự kiện sinh tồn thực tế, Babel 250.. Kể từ khi xuất hiện trên chương trình, Angelina đã thành công trên truyền thông Hàn Quốc và xuất hiện trên hơn 10 chương trình truyền hình trong 3 năm và đóng vai trò trong phim Câu chuyện cũ mới nơi anh đóng vai cô bé Lọ Lem. Angelina sau đó rời Palette Entertainment và tham gia The Prizm Entertainment.
Không chỉ xinh đẹp, Angelina còn "đốn tim" dân mạng bởi những màn cover bài hát ngọt ngào. Trong nhiều clip cover đăng lên blog của mình, người đẹp xứ bạch dương thường khoe tài đàn ukulele cùng những biểu cảm đáng yêu. Sau 2 năm, lượng theo dõi cô trên trang cá nhân đã tăng từ 50.000 lên 825.000 người.
Tháng 3 vừa qua, hot girl Đông Âu gây chú ý khi có mặt trong chương trình truyền hình thực tế Happy Together 4 của Hàn Quốc với tư cách khách mời. Năm 2018, cô từng thể hiện khả năng diễn xuất khi tham gia bộ phim New Old Story.